# سمیونوو-کراسیلوو
سمیونوو-کراسیلوو (به لاتین: Semyonovo-Krasilovo) یک منطقهٔ مسکونی در روسیه است که در سرزمین آلتای واقع شده‌است.